# Jörg Triebfürst
Jörg Triebfürst (* 19. März 1929 in Nürnberg; † 2. Dezember 2015 ebenda) war ein deutscher Jurist und Richter am Bundesarbeitsgericht (BAG).
Nach seinem Eintritt in den richterlichen Dienst der Arbeitsgerichtsbarkeit im Jahr 1959 war Triebfürst an verschiedenen Arbeitsgerichten in Bayern tätig, zuletzt als Vorsitzender Richter am Landesarbeitsgericht Nürnberg. 1978 wurde er als Richter am BAG berufen und gehörte zunächst dem Fünften Senat, ab 1979 dem Zweiten Senat an. Er war Mitglied des Präsidiums des BAG und des Richterrats. Mit Ablauf des 31. Dezember 1992 trat er in den Ruhestand.
Jörg Triebfürst war verheiratet und hatte drei Kinder.

## Weblink
- Pressemitteilung des Bundesarbeitsgerichtes Nr. 60/2015 vom 8. Dezember 2015

| Personendaten    | Personendaten                                        |
| ---------------- | ---------------------------------------------------- |
| NAME             | Triebfürst, Jörg                                     |
| KURZBESCHREIBUNG | deutscher Jurist und Richter am Bundesarbeitsgericht |
| GEBURTSDATUM     | 19. März 1929                                        |
| GEBURTSORT       | Nürnberg, Bayern, Deutsches Reich                    |
| STERBEDATUM      | 2. Dezember 2015                                     |
| STERBEORT        | Nürnberg, Bayern, Deutschland                        |